# Toyota bZ4X
De Toyota bZ4X is een elektrische cross-over van het Japanse Toyota uit 2022. De wagen debuteerde als bZ4X Concept in april 2021.  Het is de eerste wagen in een aangekondigde reeks van de Toyota bZ-serie, zero-emissions vehicles gebaseerd op het e-TNGA -platform samen ontwikkeld door Toyota en Subaru. Subaru heeft dan ook een rebadge, de Subaru Solterra. De bZ-serie is een afkorting voor "beyond Zero", de 4 is een aanduiding van de grootte van het model en de X refereert naar de cross-over-functionaliteit.
Voor de bZ4X komen twee motoren beschikbaar, beide gecombineerd met een 71,4 kWh-accu. De systeemprestaties verschillen nauwelijks, maar zijn eerder te danken aan de voor- of vierwielaandrijving. De vierwielaandrijving is gebaseerd op Subaru's ontwikkelingen. De volgens de WLTP-richtlijn opgegeven maximale actieradius van 450 km wordt optioneel verder vergroot met een dak met zonnepanelen, die de batterijen herladen zowel tijdens het rijden als in parkeermodus. Toyota stelt dat de bZ4X 1800 km per jaar extra kan rijden met de zonnedakoptie. Als alternatief zal er ook een panoramisch glazen dak beschikbaar zijn. 
Verder heeft het model waterkoeling voor de accu en een warmtepomp. Het maximale DC-laadvermogen is 150 kW, zodat het voertuig in 30 minuten tot 80% kan worden opgeladen. Vanaf het vierde kwartaal van 2022 is er ook een AC-boordlader met 11 kW beschikbaar. Bij de marktintroductie in 2022 wordt slechts 6,6 kW aangeboden. 
Toyota's steer-by-wire-stuursysteem maakt zijn debuut, waardoor een mechanische verbinding tussen het stuur en de wielen niet meer nodig is. Op deze manier kunnen de stuureigenschappen worden gewijzigd, afhankelijk van de rijmodus. Bovendien hebben kandidaat-kopers de keuze tussen een conventioneel stuur en een "yoke"-ontwerp dat geen bovenste kransdeel vereist.
Tot nader order worden alle wagens geassembleerd in de Motomachi-fabriek in Toyota in Japan, in de GAC Toyota-fabriek in Guangzhou en in de Tianjin FAW Toyota-fabriek in Tianjin in China.
Personenauto's (leverbaar): Aygo · bZ4X · Camry · Corolla · C-HR · Highlander · Land Cruiser · Mirai · Prius · RAV4 · (GR) Supra · Yaris · Yaris Cross

Bedrijfswagens: Hilux · Proace

Niet meer leverbaar: 1000 · 2000GT · 4Runner · Auris · Avensis · Avensis Verso · Carina · Celica · Corolla Verso · Corona · Cressida · Crown · Dyna · FunCruiser · GT86 · Hiace · iQ · LiteAce · MR2 · Paseo · Picnic · Previa · Starlet · Tercel · Urban Cruiser · Verso · Verso-S · Yaris Verso